# Gyöngyvirágos tölgyes

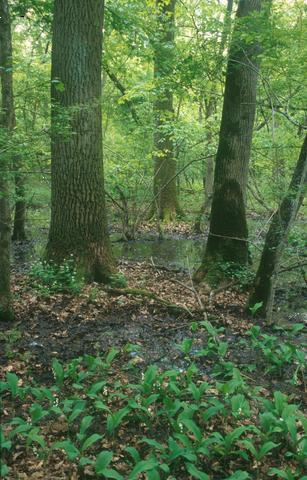
Gyöngyvirágos tölgyes

A gyöngyvirágos tölgyesek egykor zárt, mára a kiszáradás miatt felnyíló állományai hazai homoki erdőink leggazdagabb társulásai.

## Leírásuk
A zárt gyöngyvirágos-tölgyesek alkotják hazai homokterületeink klimatársulását. Ezek főleg magasabb talajvízszintű, hűvösebb, nedvesebb mikroklímájú területeken jönnek létre. Lombkoronaszintjük fő alkotója a kocsányos tölgy (Quercus robur), de előfordul benne vadkörte (Pyrus pyraster), mezei juhar (Acer campestre), mezei szil (Ulmus minor), rezgő nyár (Populus tremula), fehér nyár is.
Fejlett cserjeszintje van, melyben leggyakoribb a fagyal, galagonya, kányabangita, valamint a veresgyűrű som.
Aljnövényzetében többféle orchideafaj, kétlevelű sarkvirág, széleslevelű- és vörösbarna nőszőfű mellett tavaszi csillagvirág és az epergyöngyike, gyöngyvirág (Convallaria majalis), erdei gyöngyköles és ritkábban az Alföldön különlegességnek számító erdei tisztesfű is előfordul, valamint a nem túl gyakori kis borkóró, homoki nőszirom, pusztai meténg és a ligeti perje is.
Gyepszintjében tömegesen jelennek meg a kora tavaszi hagymás-gumós fajok. Jellemző lágyszárú fajai a széleslevelű salamonpecsét (Polygonatum latifolium), az odvas keltike (Corydalis cava), tarka sáfrány (Crocus reticulatus) és az egyhajúvirág (Bulbocodium versicolor) is.

## Állatvilága
A gyöngyvirágos tölgyesek állatvilágát jellemzi a nagyvadak közül többek között a szarvas, az őz, és a vaddisznó. A fák lombkoronáiban, odvában több olyan madár is fészkel, amelyek kerülik a lakott  területeket. Ezek közül talán a leglátványosabb az erdőszéleket kedvelő európai szalakóta, vagy kéklő szalakóta (Coracias  garrulus), és az erdők mélyén megbúvó fekete gólya (Ciconia nigra), de itt költ a fekete harkály, az egerészölyv, a héja és a karvaly is. A hüllők közül leginkább a gyíkok, főleg a zöld gyík (Lacerta viridis), a gerinctelenek közül a védett orrszarvúbogár, valamint a fagyalbokrokon élő díszes tarkalepke (Euphydryas  maturna) előfordulása érdemel említést.

## Veszélyeztetettség
A homoki erdők veszélyeztetettsége a legnagyobb az összes hazai lomberdők között, ide értve a gyöngyvirágos-tölgyeseket és a pusztai tölgyeseket is. Állományaik mára feldarabolódtak, kiterjedésük csökkent, legtöbbjüket akácosok veszik körül és főleg az utóbbi évtizedekben végbement több méteres talajvízszint-süllyedés miatt a termőhelyek kiszáradása tapasztalható, ami az erdők spontán kiligetesedését,  sztyeppésedési folyamatát eredményezi. Az  erdőgazdálkodás nagy intenzitása folytán a tölgyet akáccal, fenyővel, vörös tölggyel, fehér nyárral helyettesítik a tölgy nehezen újíthatósága miatt. Egyes  területeken azonban a tölgy regenerálódik (Csévharaszt, Jánoshalma), másutt az elegyfafajok képesek a korona zárására. Bár kimagasló természeti értékű és igen ritka élőhelyek, állományaik nagyobb része nem védett. Fennmaradásuk egyetlen esélye, ha nem vágjuk le őket, és hosszú távon spontán gyógyítani képesek a szárazság okozta károkat.

## Galéria

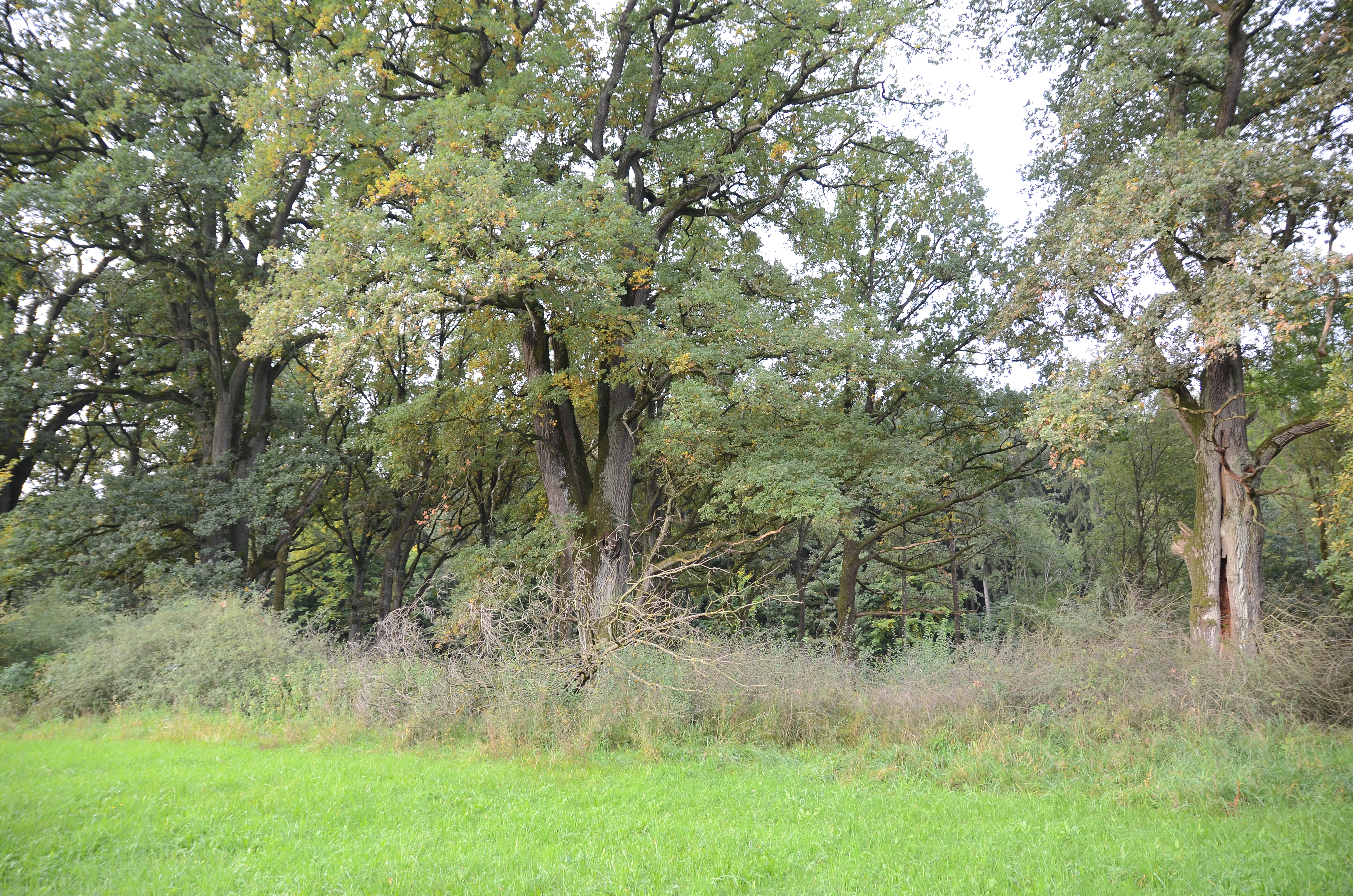
Kocsányos tölgy
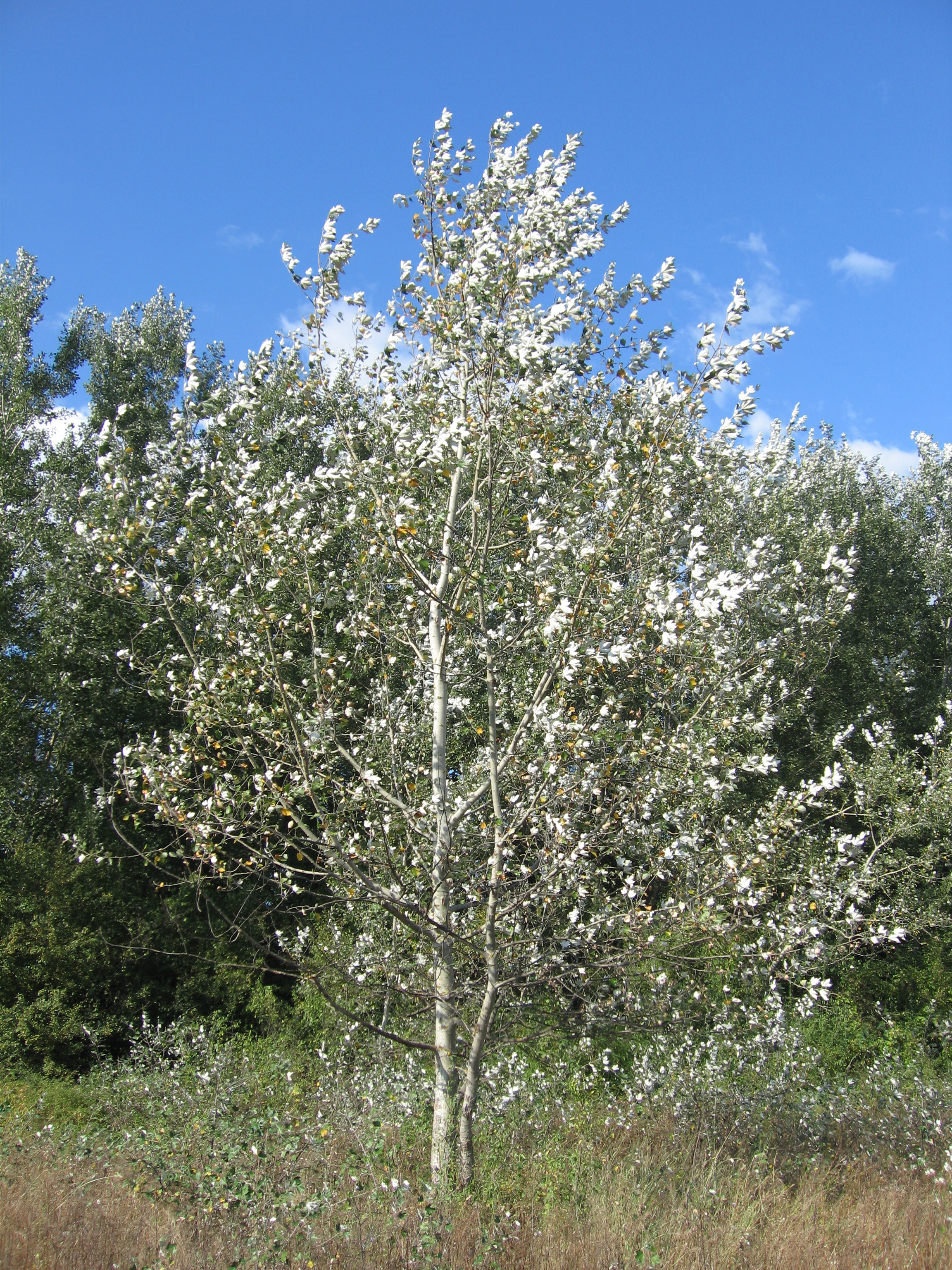
Fehér nyár
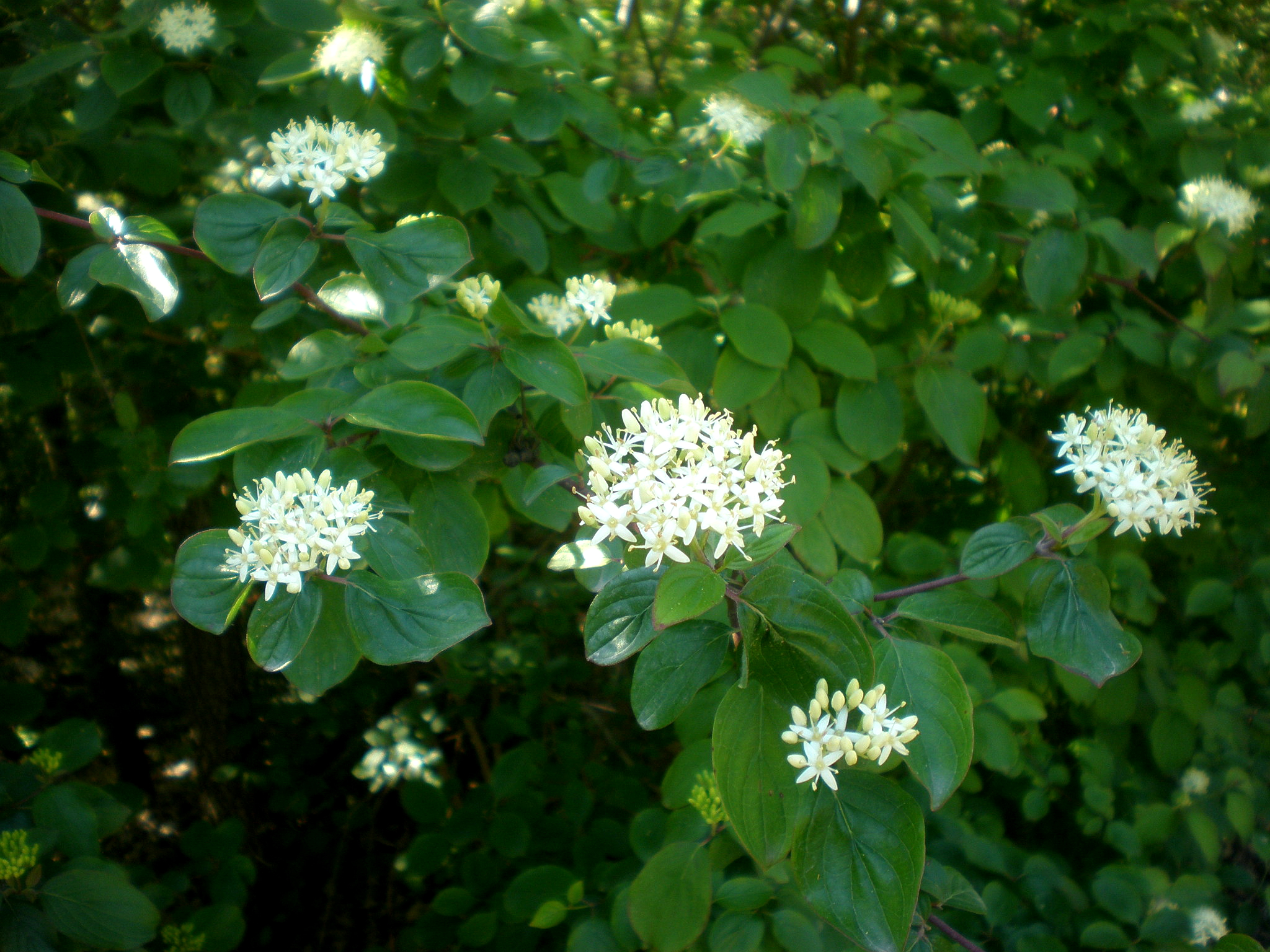
Veresgyűrűsom virága
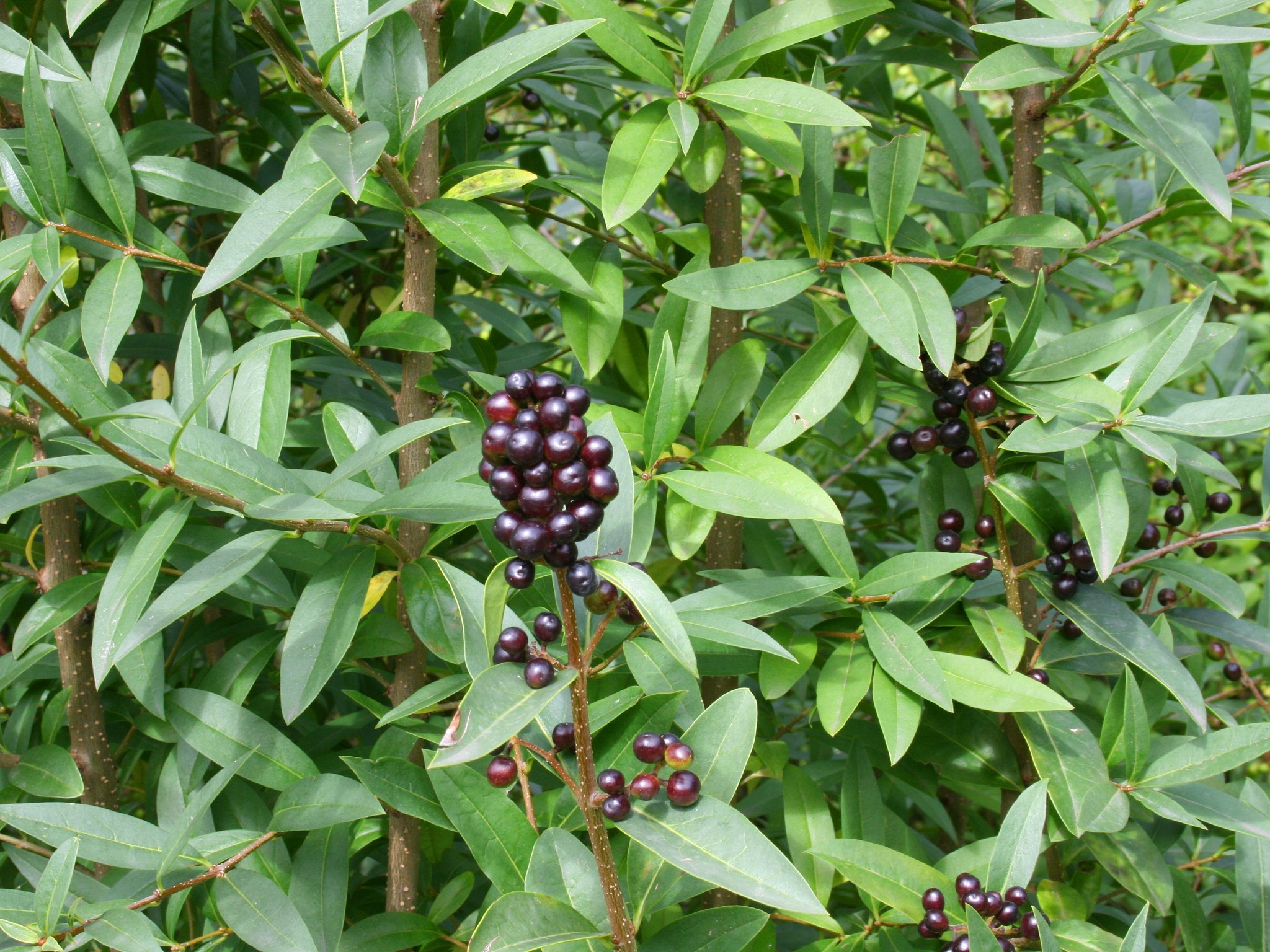
Fagyal
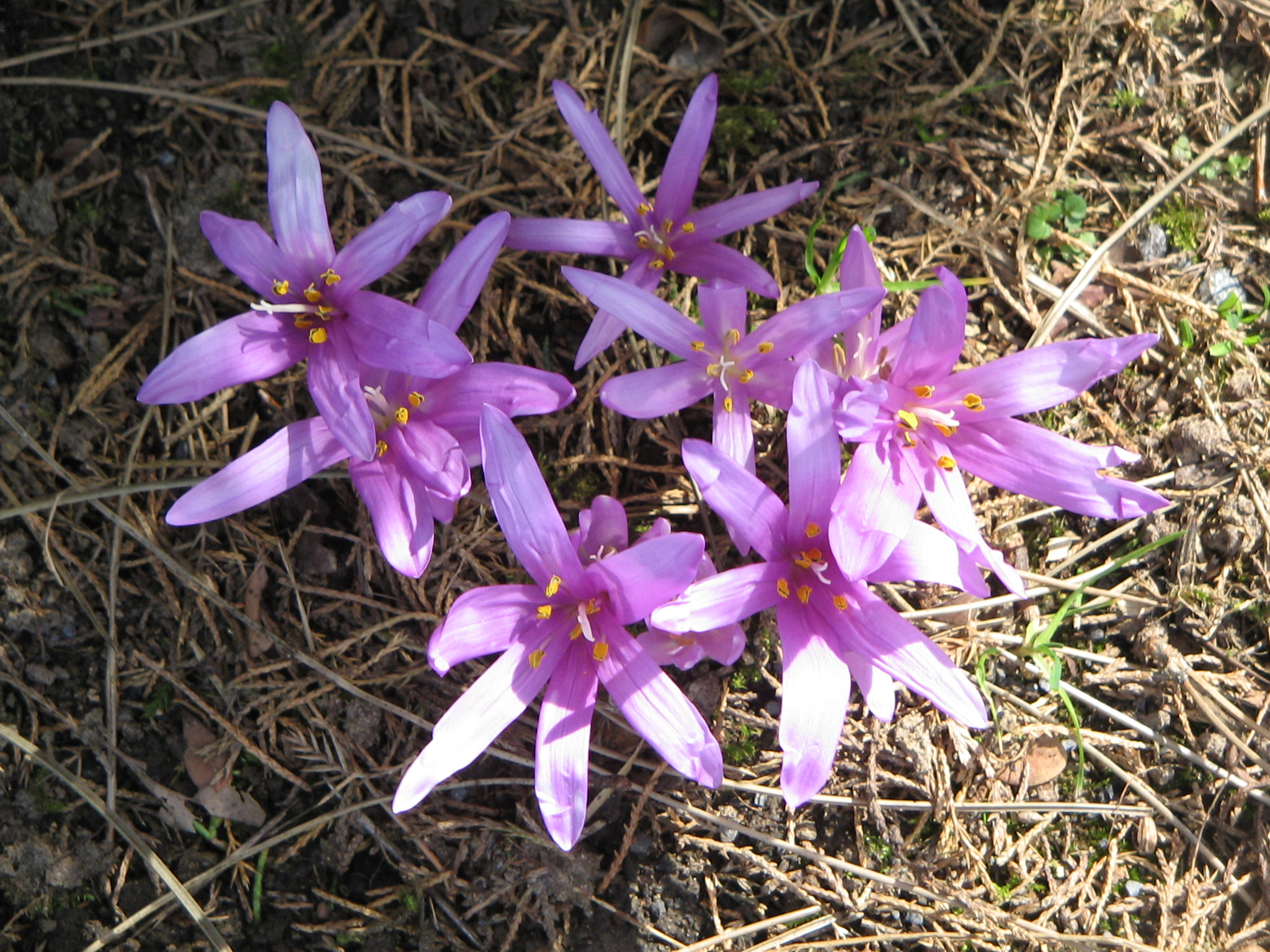
Egyhajú virág
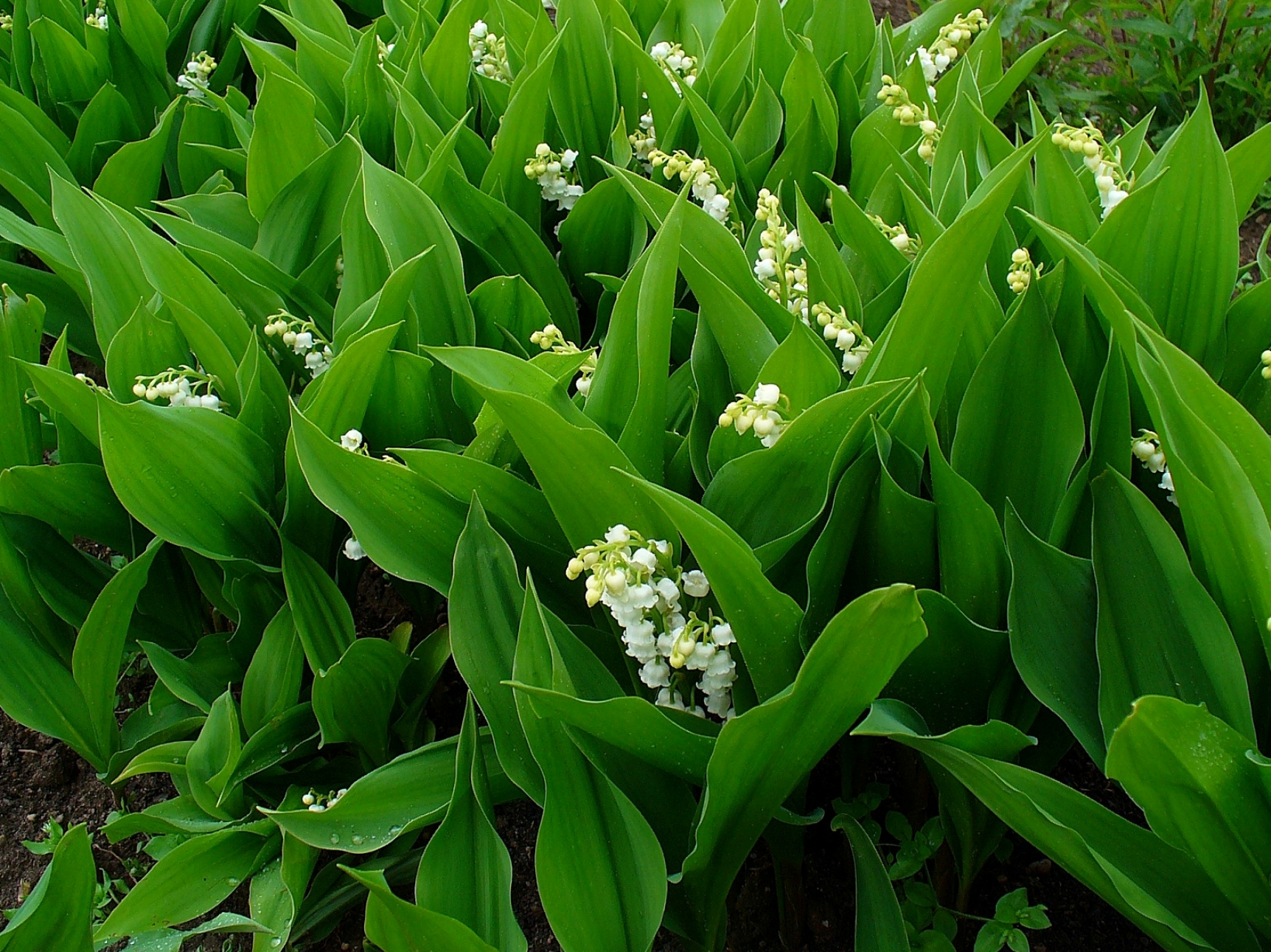
Gyöngyvirágok
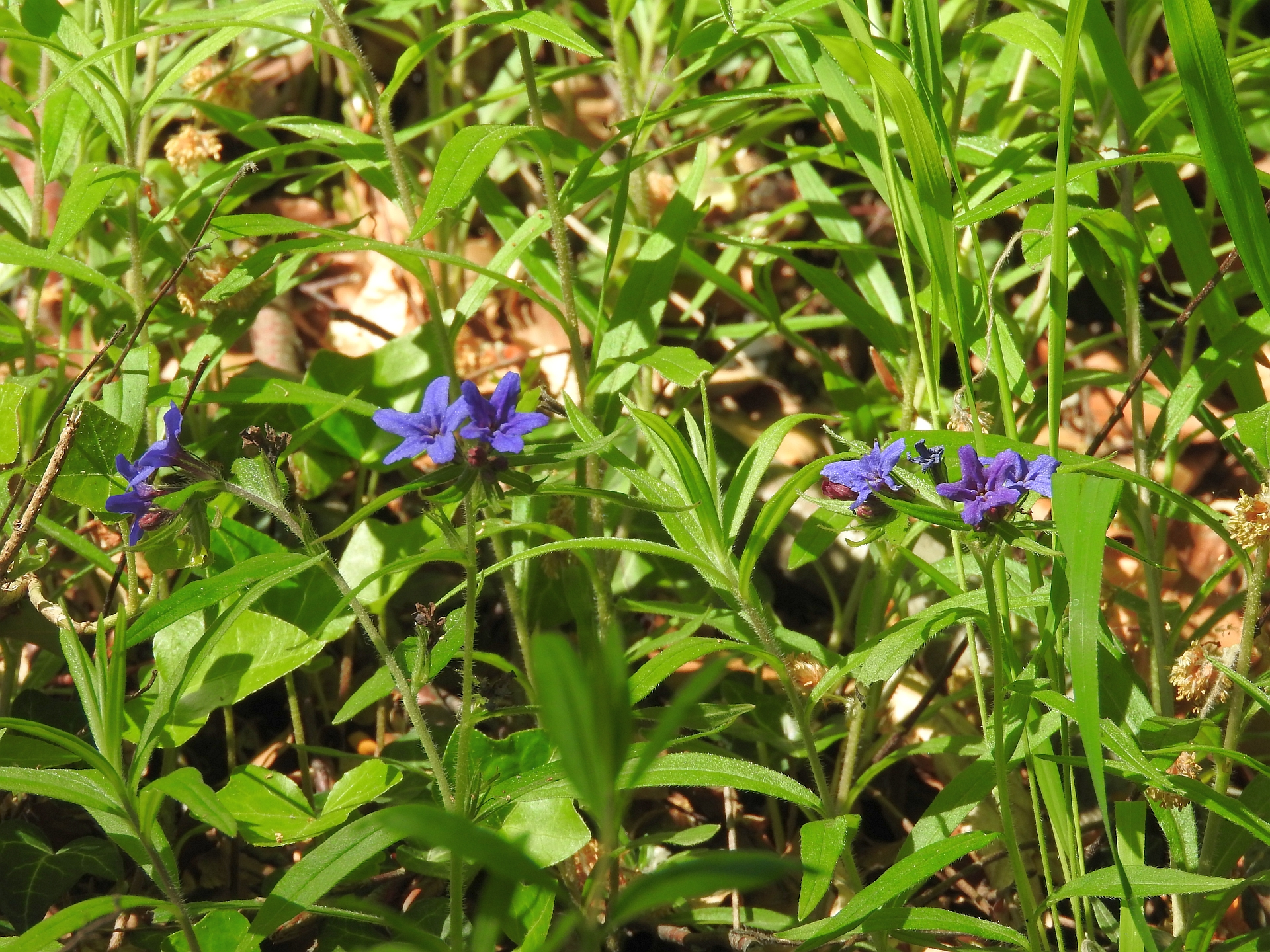
Erdei gyöngyköles
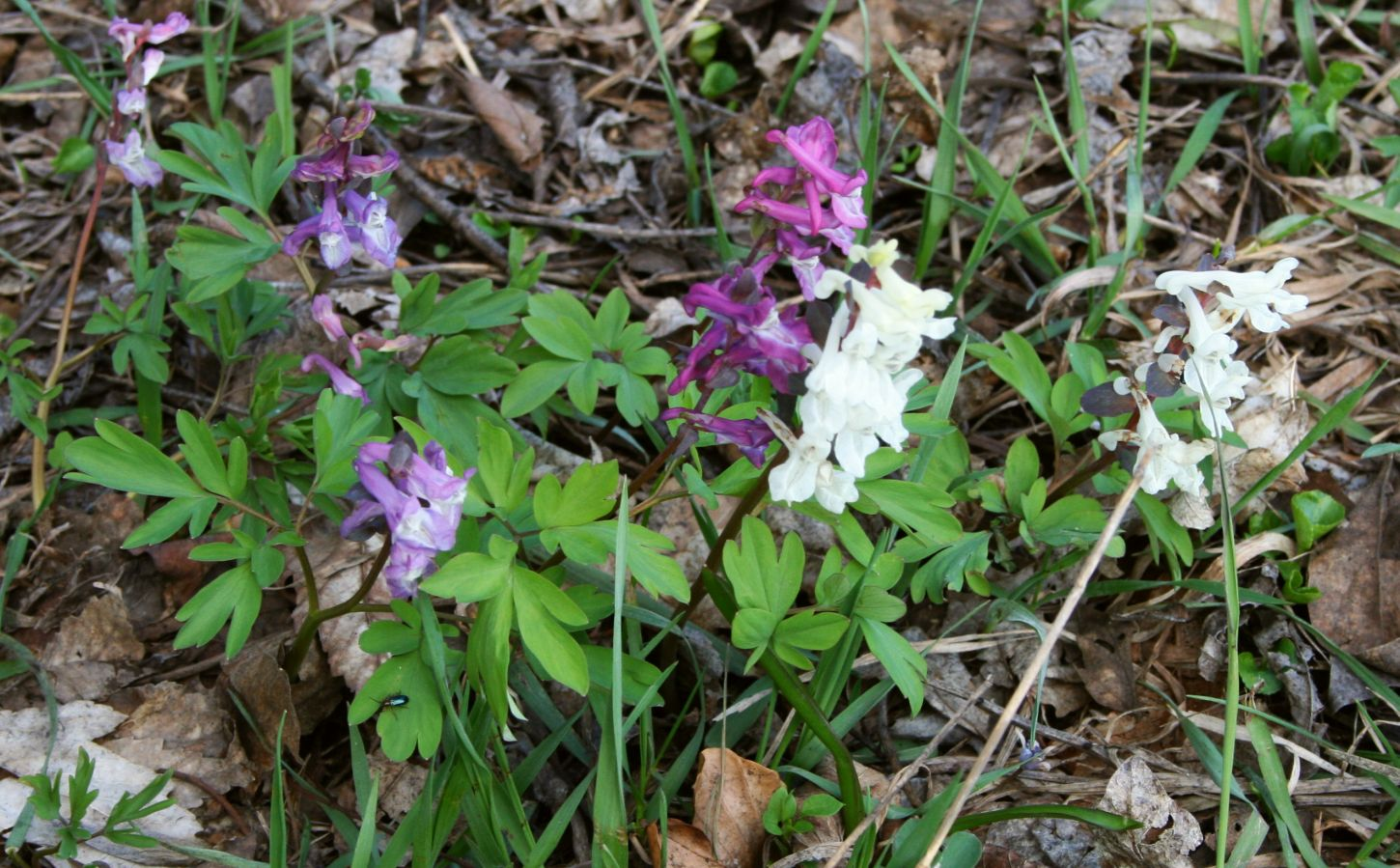
Odvas keltikék
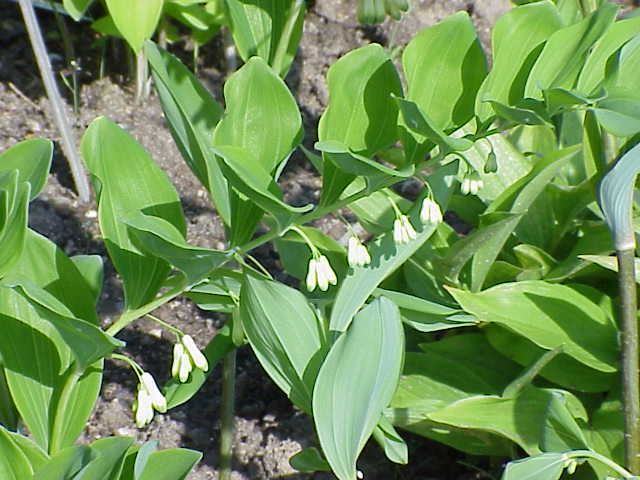
Széleslevelű salamonpecsét
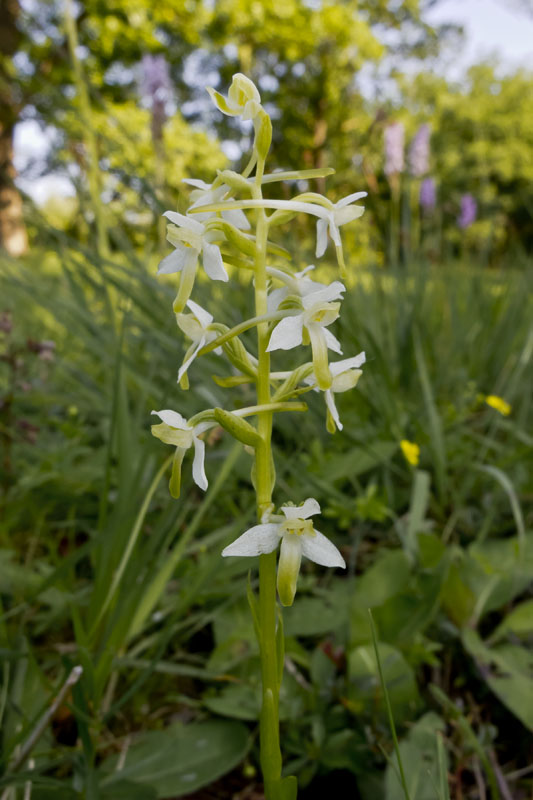
Kétlevelű sarkvirág
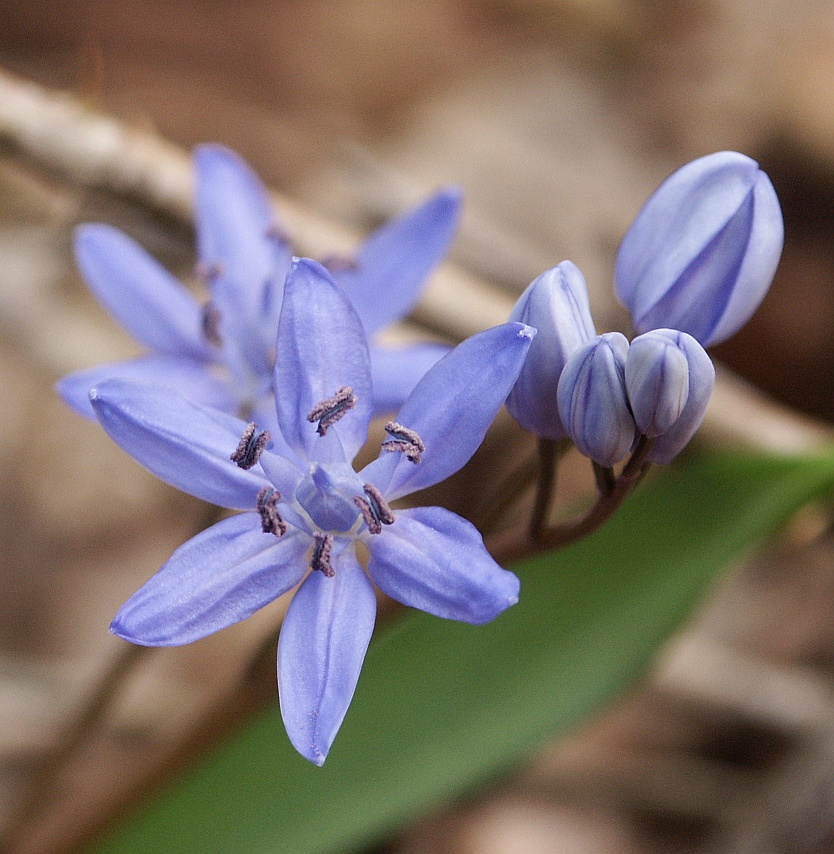
Tavaszi csillagvirág
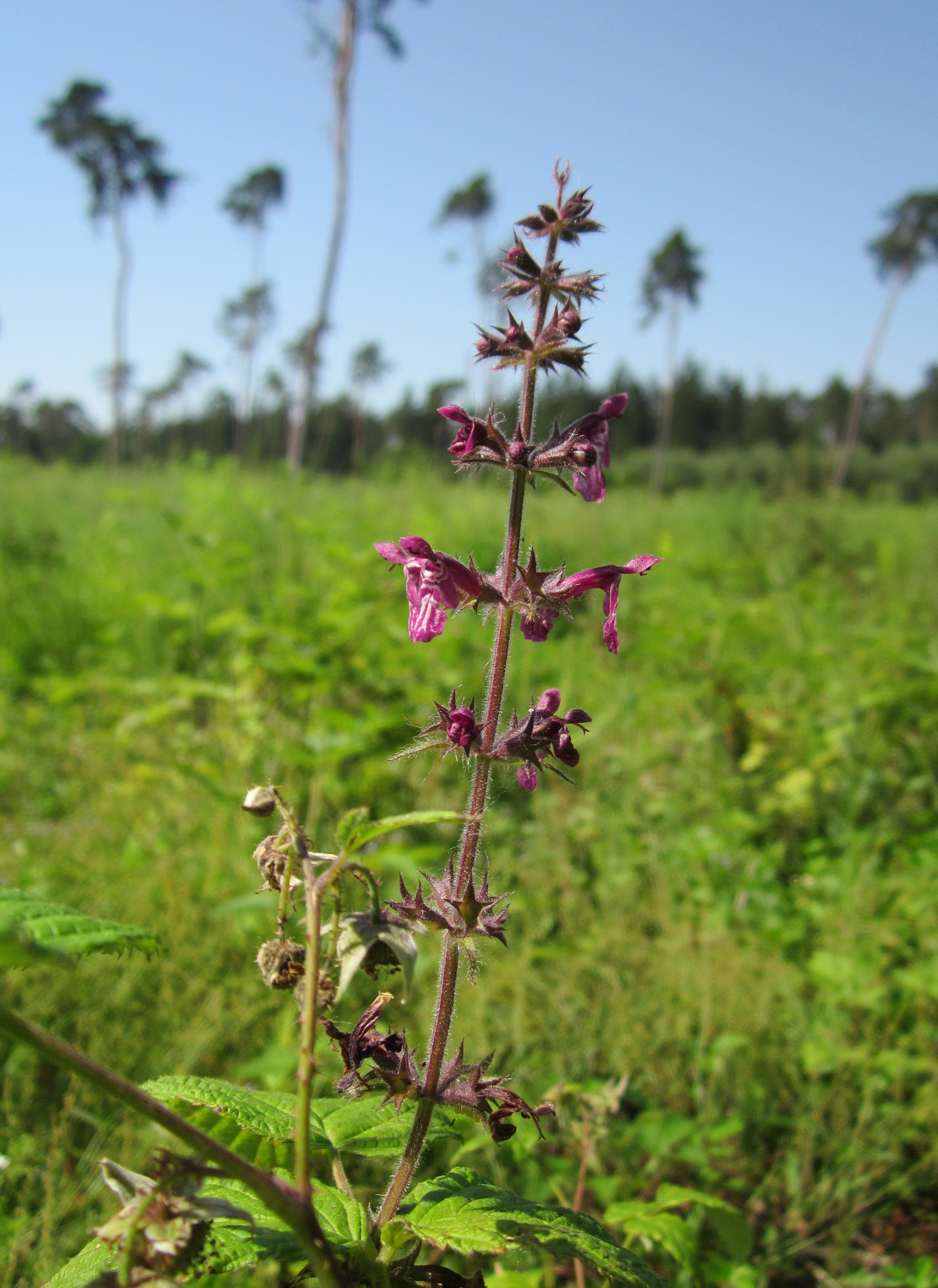
Erdei tisztesfű
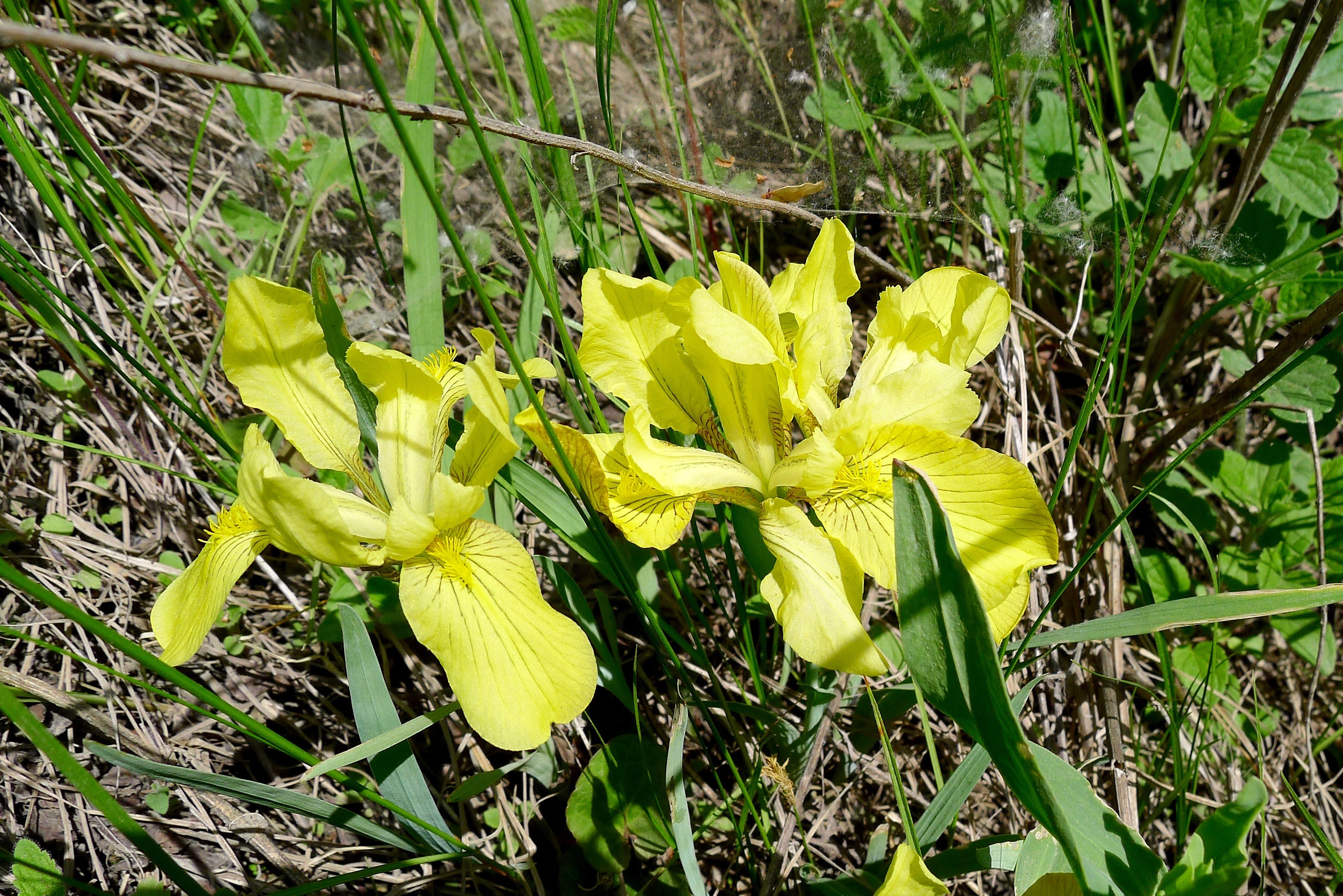
Homoki nőszirom
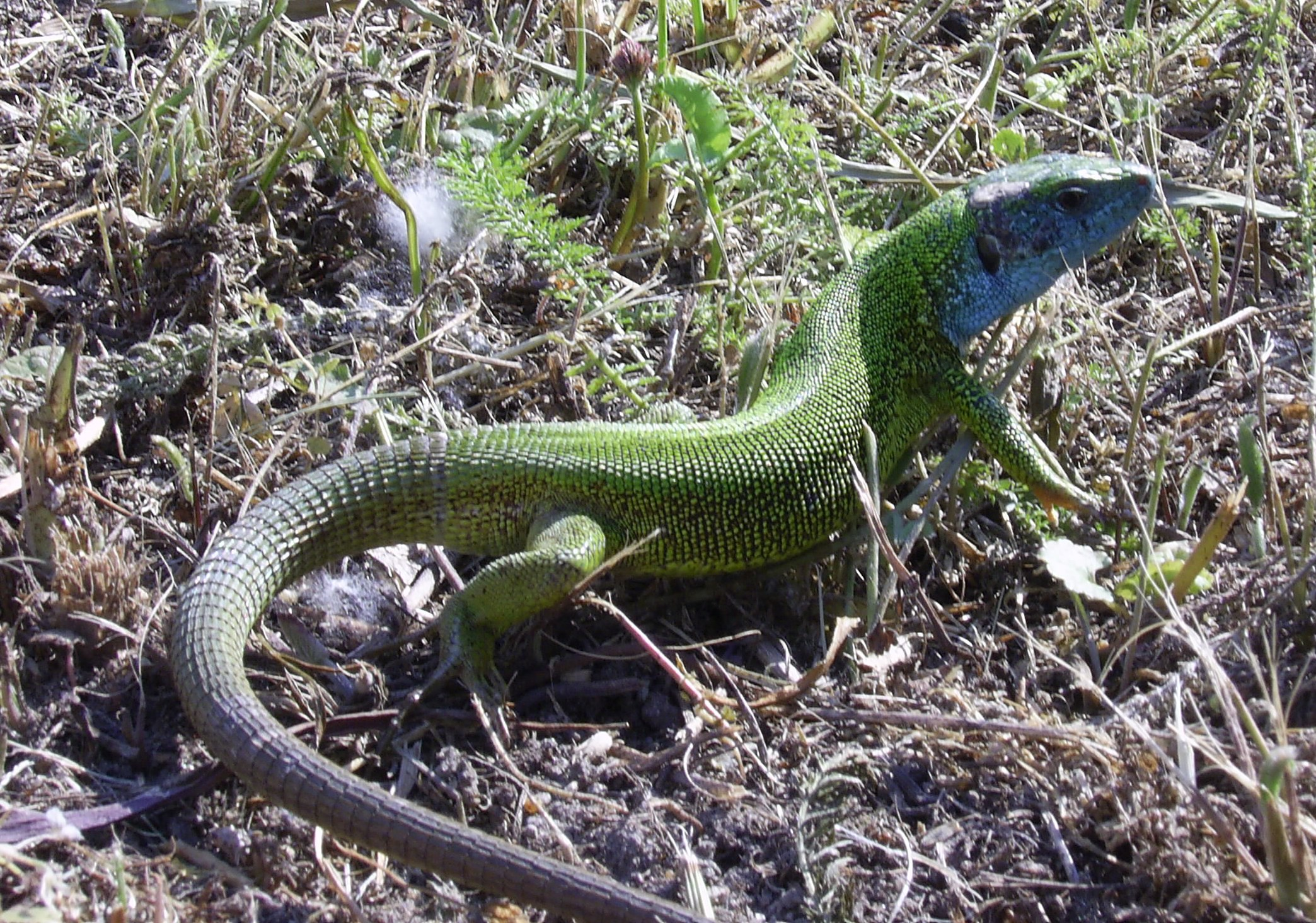
Zöld gyík
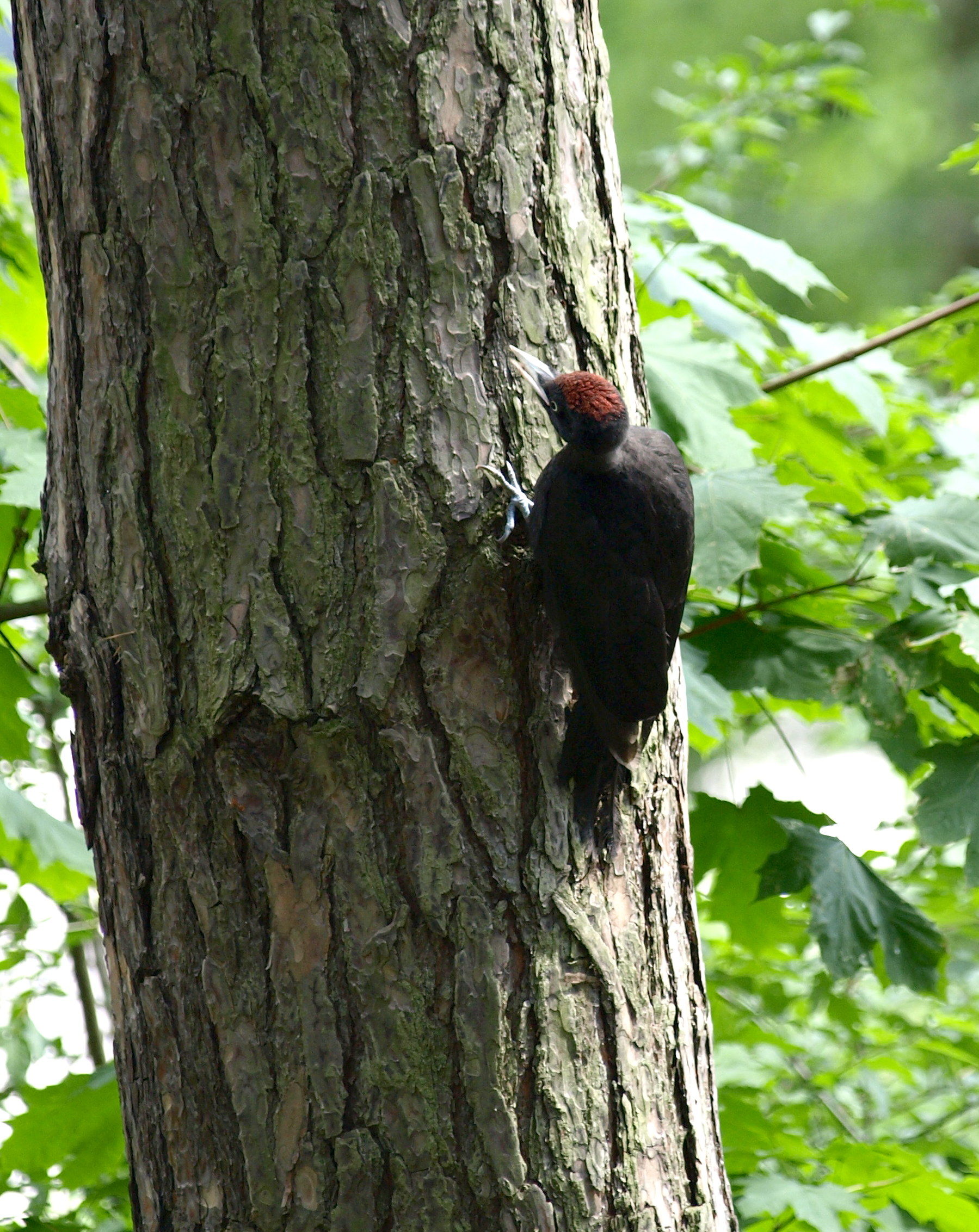
Fekete harkály
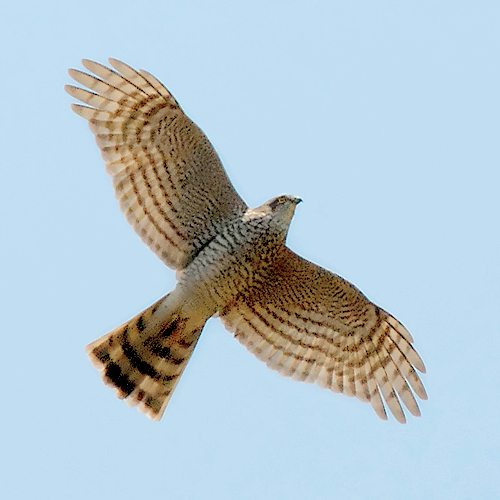
Karvaly
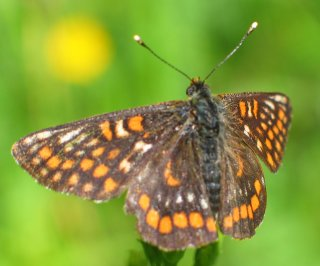
Díszes tarkalepke
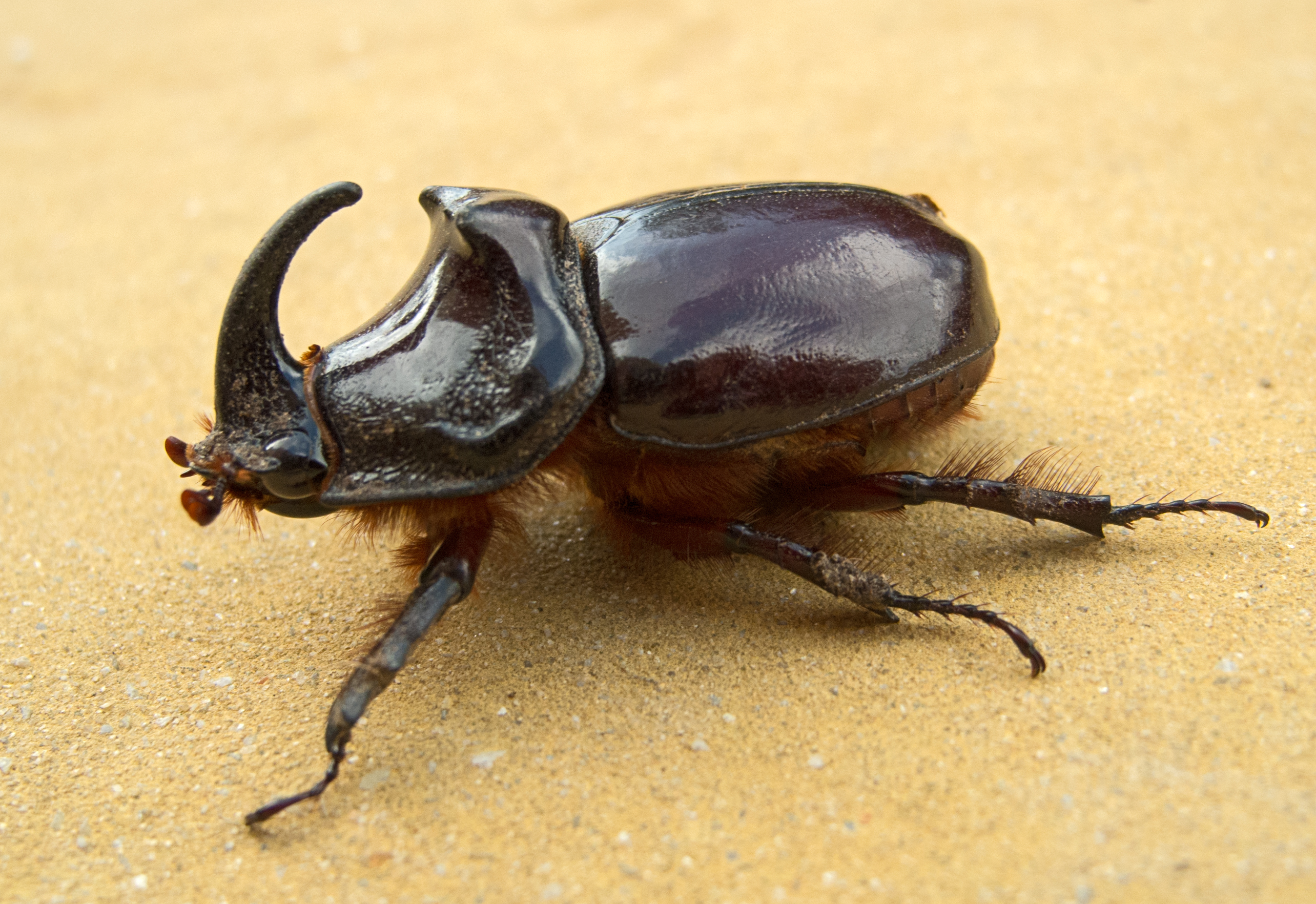
Orrszarvúbogár